# Eriocaulon schultzii
Eriocaulon schultzii là một loài thực vật có hoa trong họ Eriocaulaceae. Loài này được Benth. mô tả khoa học đầu tiên năm 1878.